# 萨沙·达万
萨沙·达万（英語：Sacha Dhawan，1984年5月1日—），是一位来自英国曼彻斯特的舞台、银幕和配音演员。他以扮演以下角色著称：《历史系男孩》（2004年－2006年）及其改编作品中的阿克塔尔、BBC喜剧片《哈利法克斯的最后探戈》（2012年）中的保罗·贾特里、BBC纪实电影《时空大冒险》（2013年）中的瓦里斯·侯赛因、犯罪惊悚片《重任在肩》（2014年）中的马尼什·普拉萨德、漫威影业《鐵拳俠》（2017年－2018年）中的“钢蛇”达沃斯、《凱瑟琳大帝》中的欧洛伯爵以及BBC科幻剧《神秘博士》（2020年至2022年）中的“法师”。

## 早年生活
达万生于斯托克波特市的布拉姆霍尔区，父母是印度人。
他在曼彻斯特的莱恩-约翰逊戏剧学校学习，12岁开始表演。他之后就读于斯托克波特的阿奎那学院。

## 职业生涯

### 電視與电影
达万参演了许多英国电视节目中。在《古怪姐妹学院》中饰演阿兹玛特·马达里迪，在儿童剧《视线之外》（1996年－1998年）第二季和第三季中出演阿里·潘塔贾利。他出演了迷你剧《末日列车》（1999年），并在《东区人》、《现在总共》和《市中心警署的日与夜》等剧中客串出演。他还出现在2008年ITV的迷你剧《不安》中，饰演本·钱德拉卡尔，与朱迪·惠特克、劳伦斯·福克斯等共事。他是NBC情景喜剧《外包》中的常驻演员之一，该剧于2010年至2011年播出。2013年11月，达万在BBC二台的传记电视电影《时空大冒险》中扮演导演瓦里斯·侯赛因，该电影讲述了科幻电视剧《神秘博士》的创作过程，作为该剧50周年庆祝活动的一部分。他还在BBC一台电视剧《哈利法克斯的最后探戈》中扮演保罗·贾特里，一位与比自己年长两倍的女士一起的22岁男子。在两季Netflix剧集《铁拳侠》中，他饰演“铁拳侠”的宿敌“钢蛇”达沃斯。2017年他在BBC二台广受好评的电视电影《发髻男孩》中饰演英国新闻记者萨特南·桑赫拉。作为被称为“法师”的叛逆时间领主的最新化身，他在《神秘博士》第十二季第一集初次登场。

### 舞台劇
达万在艾伦·贝内特的剧作《历史系男孩》中塑造了阿克塔尔这个角色。在初版舞台剧中扮演阿克塔尔之后，他又在百老汇、悉尼、惠灵顿和香港的舞台剧以及广播剧和电影版中出演了这个角色。
2018年7月，达万与《历史系男孩》的编剧艾伦·贝内特和联合主演塞缪尔·巴尼特重聚，在桥剧院出演贝内特的新剧《阿利路亚！》。

## 影视作品

### 电影
| 年份   | 中文标题                                                      | 角色                                                    | 注释                      |  |
| ------ | ------------------------------------------------------------- | ------------------------------------------------------- | ------------------------- |  |
| 2006年 | 历史系男孩                                                    | 阿克塔尔（Akthar）                                      |                           |  |
| 2008年 | 原谅（Forgive）                                               | 拉杰什（Rajesh）                                        | 短片                      |  |
| 2010年 | 分裂（Splintered）                                            | 山姆（Sam）                                             | 短片                      |  |
| 2012年 | 少女形状的爱之药（Girl Shaped Love Drug）                     | 他（Him）                                               | 短片                      |  |
| 2013年 | 地球过后                                                      | 金星飞行员（Hesper Pilot）                              |                           |  |
| 2015年 | 货车里的女人                                                  | 格洛斯特新月医院的医生（Doctor at Gloucester Crescent） |                           |  |
| 2017年 | 发髻男孩（The Boy with the Topknot）                          | 萨特南·桑赫拉（Sathnam Sanghera）                       | 主要角色                  |  |
| 2018年 | 国家剧院现场：阿利路亚！（National Theatre Live: Allelujah!） | 瓦伦丁医生（Dr Valentine）                              |                           |  |
| 2020年 | 亚什·吉尔的权力半小时（Yash Gill’s Power Half Hour）          | Yash Gill                                               | 由Nikesh Shukla编剧的短片 |  |
| 未上映 | 玻璃工匠                                                      | 文森特·奧利維爾（Vincent Oliver）                       | 配音                      |  |

### 电视剧
| 年份           | 中文标题                         | 角色                                   | 注释                                                             |
| -------------- | -------------------------------- | -------------------------------------- | ---------------------------------------------------------------- |
| 1997年－1998年 | 视线之外                         | 阿里·潘塔贾利（Ali Pantajali）         | 主要角色（20集）                                                 |
| 1998年         | 市中心警署的日与夜               | 托尼（Tony）                           | 单集：《收拾残局》                                               |
| 1999年         | 末日列车                         | 里奥·尼克松（Leo Nixon）               | 主要角色（6集）                                                  |
| 2001年－2002年 | 古怪姐妹学院                     | 阿兹玛特·马达里迪（Azmat Madari）      | 主要角色（13集）                                                 |
| 2003年         | 东区人：完美地率直               | DC韦恩·阿特金斯（DC Wayne Atkins）     | 电视电影                                                         |
| 2006年         | 布拉德福德暴动（Bradford Riots） | 卡里姆（Karim）                        | 电视电影                                                         |
| 2008年－2015年 | 恰恰特快車                       | 埃迪（Eddie）                          | 配音（38集）                                                     |
| 2008年         | 不安(Wired)                      | 本·钱德拉卡尔（Ben Chandrakar）        | 3集                                                              |
| 2009年         | 悖论（Paradox）                  | 杰兹·罗伊（Jaz Roy）                   | 第一季第四集                                                     |
| 2010年－2011年 | 服务外包                         | 曼米特（Manmeet）                      | 主要角色（22集）                                                 |
| 2010年         | 深海危情                         | 文森特（Vincent）                      | 5集                                                              |
| 2010年         | 五日调查                         | 哈利勒·阿克拉姆（Khalil Akram）        | 4集                                                              |
| 2012年         | 哈利法克斯最后的探戈             | 保罗·贾特里（Paul Jatri）              | 6集                                                              |
| 2012年         | 成为人类                         | 皮特（Pete）                           | 单集：《Hold the Front Page》                                    |
| 2012年         | 欢迎来到印度（Welcome to India） | 旁白                                   | 电视纪录片                                                       |
| 2012年         | 德魯德疑案                       | 内维尔·兰德里斯（Neville Landless）    |                                                                  |
| 2013年         | 塔木德律书                       | 威廉·加勒特（William Garrett）         | 电视电影                                                         |
| 2013年         | 时空大冒险                       | 瓦里斯·侯赛因（Waris Hussein）         | 电视电影                                                         |
| 2014年         | 乌托邦（Utopia）                 | 保罗（Paul）                           | 2集                                                              |
| 2014年         | 24反恐任務：再活一天             | 纳维德·沙巴斯（Naveed Shabazz）        | 4集                                                              |
| 2014年         | 复生                             | 阿米尔（Amir）                         | 第二季第三集                                                     |
| 2014年         | 重任在肩                         | 曼尼什·普拉萨德（Manish Prasad）       | 3集                                                              |
| 2014年－2016年 | 产前俱乐部                       | 德夫·西德瓦（Dev Sidhwa）              | 主要角色（12集）                                                 |
| 2014年         | 百貨人生                         | 吉米·狄龙（Jimmy Dillon）              | 主要角色（9集）                                                  |
| 2015年         | 无罪                             | 马吉德·哈桑（Majid Hassan）            | 第一季第三集                                                     |
| 2015年         | Bugsplat!                        | 默罕默德·默罕默德（Mohammed Mohammed） | 电视电影                                                         |
| 2015年         | 工作不便（Not Safe for Work）    | 丹尼（Danny）                          | 主要角色（6集）                                                  |
| 2015年         | 拦截者                           | 阿斯廷·雷（Astin Ray）                 | 第三集                                                           |
| 2017年         | 神探夏洛克                       | 阿贾伊（Ajay）                         | 单集：《六座撒切尔夫人像》                                       |
| 2017年－2018年 | 铁拳侠                           | 达沃斯（Davos）                        | 主要角色（15集）                                                 |
| 2019年         | 全球探险冲冲冲                   | 拉巴·多吉（Lhakpa Dorjee）             | 配音，单集：《喜马拉雅英雄，尼泊尔》（Himalayan Heroes, Nepal ） |
| 2020-22年      | 神秘博士                         | 法师（The Master）                     | 主要角色（4集）                                                  |
| 2020年         | 德古拉                           | 夏尔马医生（Dr. Sharma）               | 1集                                                              |
| 2020年         | 新雷鸟神机队                     | 斯图（Stew）                           | 配音，单集：《颠倒》                                             |
| 2020年         | 凯瑟琳大帝 (2020年电视剧)        | 奥罗伯爵（Orlo）                       | 主要角色                                                         |
| 2021年         | 王子殿下                         | Teddy / Dinesh                         | 配音，主要角色（12集）                                           |
| 2021年         | 怀疑（Suspect）                  | Jaisal / Jake                          | 主要角色（8集）                                                  |
| 2023年         | 狼                               | 哈尼（Honey）                          | 主要角色（6集）                                                  |
| 2023年         | 夏令营奇幻岛                     | 奇跡兔子（Miracle Rabbit）             | 配音，單集：《奇跡兔子》                                         |

### 電玩
| 年份   | 中文标题                       | 角色                                 | 注释           |
| ------ | ------------------------------ | ------------------------------------ | -------------- |
| 2010年 | 灰质（Gray Matter）            | Mailk                                | 配音           |
| 2012年 | 战锤在线:英雄之怒              | 杜里格（Durrig）                     | 配音           |
| 2014年 | 权力的游戏：Telltale Games系列 | 格里夫·怀特希尔（Gryff whitehil）    | 配音           |
| 2017年 | 质量效应:仙女座                | 其他角色                             | 配音           |
| 2017年 | 乐高漫威超级英雄2              | 钢蛇（Steel Serpent）                | 配音           |
| 2018年 | 勇者鬥惡龍XI 尋覓逝去的時光    | 法里斯王子（Prince Faris）、其他角色 | 配音（英文版） |
| 2018年 | 魔獸世界：決戰艾澤拉斯         | 多个角色                             | 配音（英文版） |
| 2018年 | 冒險聖歌                       | 其他角色                             | 配音（英文版） |

### 广播剧與舞台劇
| 年份           | 中文标题                                                                   | 角色                                                       | 注释 |
| -------------- | -------------------------------------------------------------------------- | ---------------------------------------------------------- | --- |
| 1998年         | 小矮人（Chocky）                                                           | 马修·戈尔（Matthew Gore）                                  | 广播剧，BBC广播4台                                                                                              |
| 2001年         | 东方是东方                                                                 | 賽義德（Sajid）                                            | 舞台劇，莱斯特干草市场剧院                                                                                      |
| 2002年         | 女巫（The Witches）                                                        | 男孩                                                       | 舞台劇，莱斯特干草市场剧院                                                                                      |
| 2004年－2006年 | 历史系男孩                                                                 | 阿克塔尔（Akthar）                                         | 舞台劇，利特尔顿剧院，皇家国家剧院，伦敦                                                                        |
| 2004年－2006年 | 历史系男孩                                                                 | 阿克塔尔（Akthar）                                         | 百老汇的布罗德赫斯特剧院                                                                                        |
| 2004年－2006年 | 历史系男孩                                                                 | 阿克塔尔（Akthar）                                         | 舞台劇，悉尼剧院，悉尼                                                                                          |
| 2004年－2006年 | 历史系男孩                                                                 | 阿克塔尔（Akthar）                                         | 舞台劇，圣詹姆斯剧院，惠灵顿                                                                                    |
| 2004年－2006年 | 历史系男孩                                                                 | 阿克塔尔（Akthar）                                         | 香港演艺学院，香港抒情剧场，现场表演                                                                            |
| 2008年         | 色情（Pornography）                                                        |                                                            | 爱丁堡，特拉弗斯剧院                                                                                            |
| 2007年         | 前景（The Prospect）                                                       | 哈尼夫（Hanif）                                            | 广播剧，BBC广播4台                                                                                              |
| 2007年         | 假装你有高楼大厦（Pretend You Have Big Buildings）                         | 丹尼（Danny）                                              | 舞台劇，皇家交易所剧院，曼彻斯特                                                                                |
| 2007年         | 少管所男孩（Borstal Boy）                                                  |                                                            | 爱丁堡艺穗节现场剧场                                                                                            |
| 2007年         | 自由发送（Free Outgoing）                                                  | 夏蘭（Sharan）                                             | 舞台劇，皇家宮廷劇院                                                                                            |
| 2009年         | 英国人特亲切（England People Very Nice）                                   | Norfolk Danny/Carlo/Aaron/Mushi                            | 奥利弗剧院（皇家国家剧院）                                                                                      |
| 2012年         | 工作不便（NSFW）                                                           | 山姆（Sam）                                                | 舞台劇，皇家宮廷劇院，此版本編劇為露西·柯克伍德（Lucy Kirkwood），與2015年電視劇Not Safe For Work并非同一故事。 |
| 2014年         | 神秘博士：黑暗之眼3（Doctor Who: Dark Eyes 3）                             | 賈爾達姆/沃恩（Jaldam / Vaughan）                          | 廣播劇，大結局製作                                                                                              |
| 2016年         | 神秘博士：老博士新怪物1（Doctor Who: Classic Doctors New Monsters 1）      | 喬爾·芬奇（Joel Finch）                                    | 廣播劇，大結局製作                                                                                              |
| 2017年         | 火炬木小組：我們之中的外星人 第二部分（Torchwood: Aliens Among Us Part 2） | 哈桑（Hasan）                                              | 廣播劇，大結局製作                                                                                              |
| 2018年         | 啊利路亚！                                                                 | 瓦伦丁医生                                                 | 舞台劇，桥剧院                                                                                                  |
| 2018年         | 神秘博士：幽靈漫步（Doctor Who: Ghost Walk）                               | 馬修（Matthew）                                            | 廣播劇，大結局製作                                                                                              |
| 2020年         | 電氣時代：自己的房間                                                       | 威廉·莎士比亞/尼克·格林（William Shakespeare/ Nick Green） | 廣播劇，BBC Radio 4                                                                                             |
| 2021年         | 第一行動局（First Action Bureau Series 01）                                | 本傑明·薩爾（Benjamin Saal）                               | 廣播劇，大結局製作與安德森娱乐（Anderson Entertainment）合作出品                                                |
| 2023年         | 安娜·卡列尼娜                                                              | 康斯坦丁·列文（Konstantin 'Kostya' Levin）                 | 廣播劇 |
| 2023年         | 門前的影子（Shadows at the Door）                                          | 拉吉特·莫希德（Rajit Mohinder）                            | 廣播劇，單集：他的怪異之處（Where Queer Things Him Befell）                                                     |
| 2022年         | 細胞分裂：防火墻（Tom Clancy's Splinter Cell: Firewall）                   | 查理·科爾（Charlie Cole）                                  | 廣播劇，BBC Radio 4，編劇：James Swallow                                                                        |
| 2025年         | 叫我主人/法師1（Call Me Master 1）                                         | 法師                                                       | 廣播劇，大結局製作                                                                                              |
| 未定发行时间   | 叫我主人/法師2（Call Me Master 2）                                         | 法師                                                       | 廣播劇，大結局製作                                                                                              |

## 外部連結
- 萨沙·达万在互联网电影资料库（IMDb）上的資料（英文）
- 互聯網百老匯資料庫（IBDB）上萨沙·达万的資料（英文）
- 萨沙·达万的X（前Twitter）
- 萨沙·达万的Facebook專頁
- 萨沙·达万的Instagram帳戶